# Angelic Angel/Hello,星を数えて
- ラブライブ! > μ's > Angelic Angel/Hello,星を数えて
- ラブライブ! > ラブライブ!のディスコグラフィ > Angelic Angel/Hello,星を数えて

「Angelic Angel/Hello,星を数えて」（エンジェリック・エンジェル/ハロー ほしをかぞえて）は、2015年7月1日にLantisから発売されたμ'sによるシングルで、楽曲は劇場版『ラブライブ！The School Idol Movie』の挿入歌。

## 概要
劇場版『ラブライブ！The School Idol Movie』の挿入歌第1弾。劇中歌を2曲収録した両A面シングル。
表題曲「Angelic Angel」は劇場版特報第1弾から公開され、サビパートが特報・予告で使用されている。また、スマートフォン向けリズムアクションゲーム『ラブライブ！スクールアイドルフェスティバル』において6月15日のアップデートにより楽曲が配信された。また、同ゲームの起動画面のBGMにも使われていた。メンバーのうち、センターの絢瀬絵里は髪を下ろしており、園田海未はポン・デ・リングを模した髪型となっている。
もう一つの表題曲「Hello,星を数えて」も挿入歌として使用された。
初回生産分には「μ'sとロングジャーニー♪カード」が1枚（全9種）ランダムで付属する。ジャケットは2015年6月13日に公開された。
キャッチコピーは「μ's、海の向こうへ――」。

## チャート成績
6月30日付のオリコンデイリーランキングでは24,771枚を売り上げ2位にランクイン。翌日7月1日付では21,838枚を売り上げ1位にランクイン。7月5日付まで5日連続で1位を記録した。7月13日付のオリコン週間ランキングでは初動8.2万枚を売り上げ週間2位にランクイン。『ラブライブ！』のシングル作品としては最も高い初動となった。
翌週の7月20日付では1.7万枚を売り上げて5位にランクイン。2位にランクインした「SUNNY DAY SONG/?←HEARTBEAT」と共に2作同時TOP5入りを記録した。さらに3週目の7月27日付では1.4万枚を売り上げて9位にランクイン。3枚同時TOP10入りを果たした。また、累計11.4万枚となり、『ラブライブ！』のシングル作品としては最も高い売上となった。
サウンドスキャンの週間ランキングでは2作ぶりとなる1位を獲得した。また、ビルボードにおいてもHOT 100・Hot Singles Sales・Hot Animationの三部門全てで1位を獲得。キャラクターによるビルボードの首位は、ST☆RISHの「マジLOVEレボリューションズ」が2015年4月20日付のHOT 100で記録して以来となり、三部門全てでの首位獲得は史上初の快挙となった。
7月1日のiTunesランキングでは、「Angelic Angel」が最高位1位、「Hello,星を数えて」が最高位7位となった。
オリコンの年間ランキングでは55位にランクイン。キャラクター部門で2年連続となる年間1位獲得となった。また、サウンドスキャンの年間シングルランキングでは総合8位にランクインした。

## 収録曲
- CD

1. Angelic Angel [5:00]
  - 作詞：畑亜貴、作曲：森慎太郎、編曲：倉内達矢
  - 歌：μ's
  - 劇場版『ラブライブ！The School Idol Movie』劇中歌
  - 江崎グリコ「ウォータリング キスミントガム」CMソング
2. Hello,星を数えて [4:38]
  - 作詞：畑亜貴、作曲・編曲：山口朗彦
  - 歌：星空凛（飯田里穂）、西木野真姫（Pile）、小泉花陽（久保ユリカ）
  - 劇場版『ラブライブ！The School Idol Movie』挿入歌
3. Angelic Angel (Off Vocal) [4:59]
4. Hello,星を数えて (Off Vocal) [4:35]